# Maali Zayed
 (janvier 2024).
Maali Zayed, née le 5 novembre 1953 et morte le 10 novembre 2014, est une actrice égyptienne.

## Biographie
Elle a joué dans plus de 19 films, nombres de séries et pièces de théâtre.
Elle est morte d'un cancer des poumons.